# Scrophularia subaphylla
Scrophularia subaphylla är en flenörtsväxtart som beskrevs av Pierre Edmond Boissier. Scrophularia subaphylla ingår i släktet flenörter, och familjen flenörtsväxter. Inga underarter finns listade i Catalogue of Life.